# برزینا (ناحیه فورمر بلانسکو)
برزینا (به چکی: Březina) یک منطقهٔ مسکونی در جمهوری چک است که در ناحیه برنو-تسوونتری واقع شده‌است. برزینا ۶٫۸۳ کیلومتر مربع مساحت و ۹۵۰ نفر جمعیت دارد و ۴۴۰ متر بالاتر از سطح دریا واقع شده‌است.